# Юшин, Виктор Иванович
Ви́ктор Ива́нович Ю́шин (1949, Москва — 2007, Москва) — художник-постановщик советского и российского кино, член Союза художников, член Союза кинематографистов России, Член Академии кинематографических искусств «Ника» и «Золотой орёл», Заслуженный художник Российской Федерации (2006), профессор ВГИКа.

## Биография
Виктор Иванович Юшин родился 9 марта 1949 года в Москве.
В 1969 г. с отличием окончил художественно-гримёрное отделение (ХГО) Московского театрального художественно-технического училища. Работал ассистентом художника на киностудии им. Горького.
В 1978 г. окончил художественный факультет ВГИКа (мастерская М. Богданова, Н. Юрова). По другим данным, закончил в 1976 году. Курсовой / дипломной работой во ВГИКе стала работа художником-постановщиком в короткометражном кинофельетоне 1976 года Виталия Фетисова «Никогда не отвлекайтесь на работе» производства учебной киностудии ВГИК.
С 1978 г. — художник-постановщик киностудии «Мосфильм».
С 1986 г. преподает, с 1988 г. ведет мастерскую на художественном факультете ВГИКа, с 1996 г. — зав. кафедрой художественного факультета ВГИКа.
С 1996 г. работал на телевидении в рекламе.
Художник-постановщик телепрограммы «Куклы» (1996, НТВ).
В 2007 году награждён кинематографической Премией «Золотой орёл» за лучшую работу художника-постановщика (телесериал «Доктор Живаго» НТВ).
Член Союза Художников, член Союза кинематографистов России, член Академии «Ника» и «Золотой Орёл».
Скончался  28 апреля 2007 года, похоронен рядом с матерью Татьяной Ивановной Юшиной (1926–2002) на Красногорском кладбище (бывш. "Горбрус", оно расположено за стеной Митинского кладбища).

## Фильмография

#### Художник-постановщик
- 1976 — «Никогда не отвлекайтесь на работе»
- 1979 — «Мир в трёх измерениях»
- 1980 — «Дульсинея Тобосская»
- 1981 — «Портрет жены художника»
- 1983 — «Детский сад»
- 1984 — «Особый случай» (новелла в одноимённом киноальманахе)
- 1984 — «Счастливая, Женька!»
- 1984 — «Формула любви»
- 1986 — «Лермонтов»
- 1987 — «Ночной экипаж»
- 1988 — «Приключения Квентина Дорварда, стрелка королевской гвардии»
- 1991 — «Расстанемся, пока хорошие»
- 1992 — «Прогулка по эшафоту»
- 1992 — «Цена сокровищ»
- 1993 — «Итальянский контракт»
- 1997 — «Бедная Саша»
- 1997 — «Графиня де Монсоро (телесериал)»
- 1998 — «Князь Юрий Долгорукий»
- 1999 — «Затворник»
- 2002 — «Вовочка»
- 2002 — «Русские амазонки»
- 2003 — «Вечерний звон»
- 2003 — «Русские амазонки - 2»
- 2004 — «Евлампия Романова. Следствие ведёт дилетант-2»
- 2005 — «Доктор Живаго (телесериал)»
- 2006 — «Блюз опадающих листьев»
- 2007 — «Разметка»